# جون إل. هيرش
جون إل. هيرش (بالنرويجية: Johan Leuthäuser Hirsch)‏ (و. 1843 – 1923 م) هو عالم زراعة نرويجي، ولد في رينغساكر، توفي في ليلهامر، عن عمر يناهز 80 عاماً.